# Stanisław Dąbek

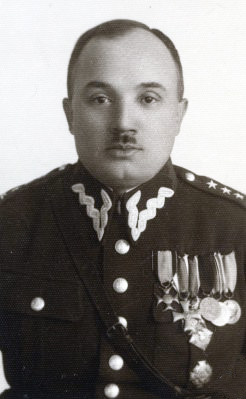
Stanisław Dąbek

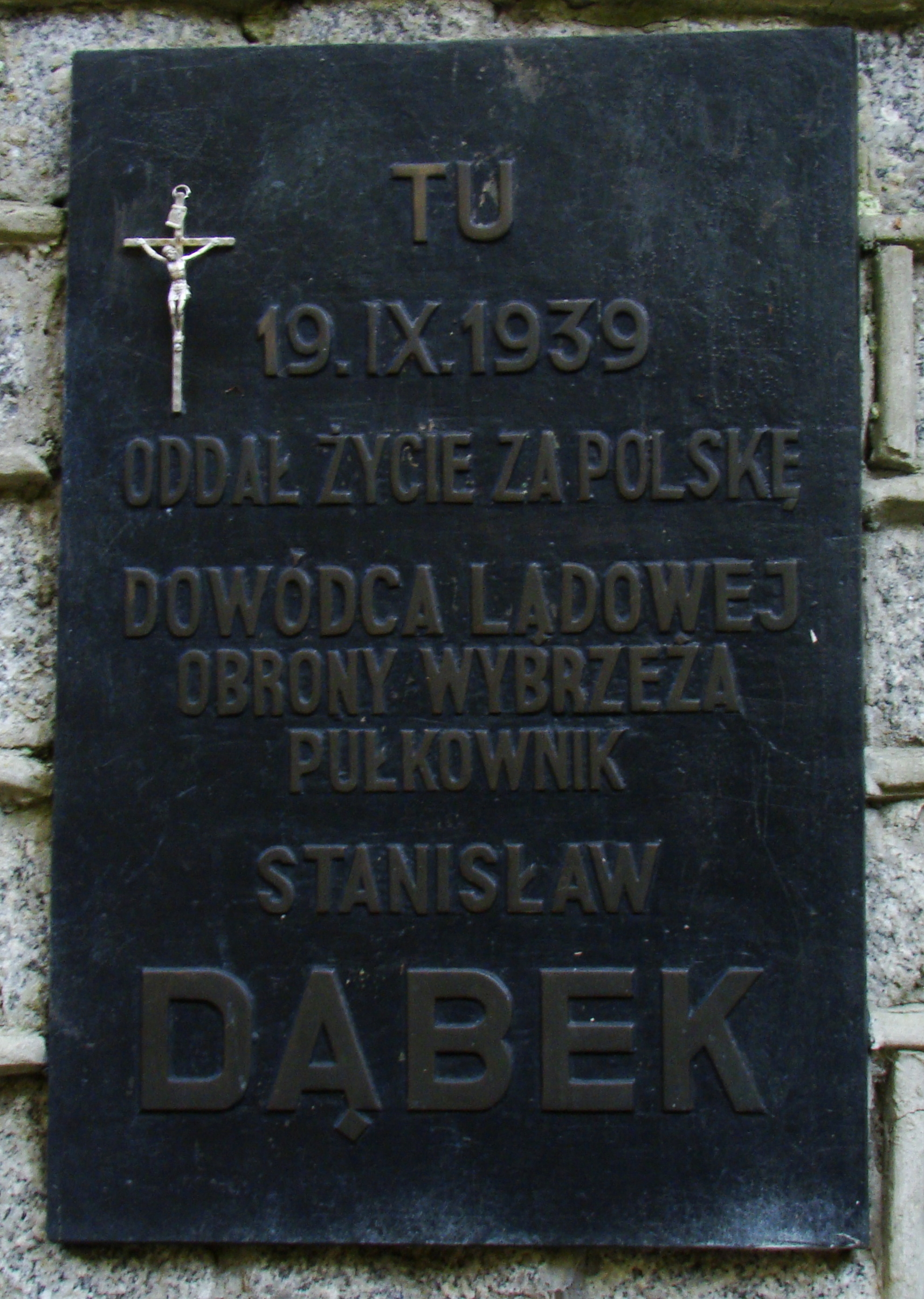
Gedenktafel am Ort von Stanisław Dąbeks Freitod.

Stanisław Dąbek (* 28. März 1892 in Nisko; † 19. September 1939 in Gdynia) war Oberst der Infanterie der Armee der Republik Polen.

## Leben
Stanisław Dąbek wuchs im Karpatenvorland auf, das 1772 von Österreich im Zuge der Teilungen Polens annektiert worden war. Nach Beendigung des Gymnasiums absolvierte er ab 1908 ein Lehramtsseminar im galizischen Sokal. 1911 begann er schließlich an der Universität in Lwów ein rechtswissenschaftliches Studium, während dessen er im benachbarten Bóbrka Nachhilfeunterricht gab.
Mit Ausbruch des Ersten Weltkrieges wurde Dąbek 1914 in die Infanterie der österreichischen Armee einberufen. Während des Krieges erhielt er eine Offiziersausbildung, nach deren Abschluss er als Leutnant an die Front geschickt wurde. Bei einem Manöver in den Karpaten wurde er jedoch stark verwundet und nach einer längeren Pause letztlich in Italien eingesetzt, wo er bis 1918 verblieb.
Nach dem Ende des Ersten Weltkrieges und der Wiedererlangung der polnischen Unabhängigkeit meldete sich Dąbek bei der polnischen Armee, in die er nach einer Musterung als Hauptmann aufgenommen wurde. Als solcher nahm er zwischen 1918 und 1919 am Polnisch-Ukrainischen Krieg und von 1919 bis 1921 am Polnisch-Sowjetischen Krieg teil, woraufhin er zum Major befördert wurde. 1924 erhielt er schließlich den Grad eines Oberstleutnants und leitete bis 1930 unter anderem die Militärschule im podlachischen Zambrów. Anschließend kommandierte er bis 1937 als Oberst mehrere Regimenter der Infanterie.
Nach dem Überfall Deutschlands auf Polen 1939 wurde Dąbek zum Kommandeur der nationalen Landverteidigungsbrigade an der polnischen Ostseeküste berufen und steuerte die Manöver der Infanterie im Umland des umkämpften Militärhafens von Gdynia. Nachdem seine Einheit vom Rest der polnischen Armee getrennt worden war und unter starkem Beschuss der Wehrmacht stand, verordnete er einen Rückzug auf die sogenannte Oxhöfter Kämpe. Da er keinen Ausweg für seine Soldaten mehr sah und seine Niederlage eingestehen musste, nahm er sich am Abend des 19. September 1939 schließlich mit einem Kopfschuss das Leben.

## Würdigung
Dąbek wurde 1993 durch Lech Wałęsa posthum der Grad eines Brigadegenerals verliehen. Sowohl posthum als auch zu Lebzeiten erhielt er außerdem mehrere Orden, darunter das Verdienstkreuz der Republik Polen, den Orden Polonia Restituta und den Orden Virtuti Militari. Zudem ist er Namenspatron mehrerer Schulen, einer polnischen Pfadfindermannschaft und eines Schützenregiments. Des Weiteren wurden in Polen zahlreiche Straßen nach ihm benannt. Bereits 1969 erhielt ein Frachtschiff seinen Namen, 1984 wurde zudem zu seinen Ehren von der polnischen Post eine Gedenkbriefmarke und 1989 von der polnischen Münzprägeanstalt eine Gedenkmünze herausgegeben. Der öffentlich-rechtliche Sender TVP realisierte des Weiteren 2009 einen Fernsehfilm über Dąbek.